# Emanuel Wurm

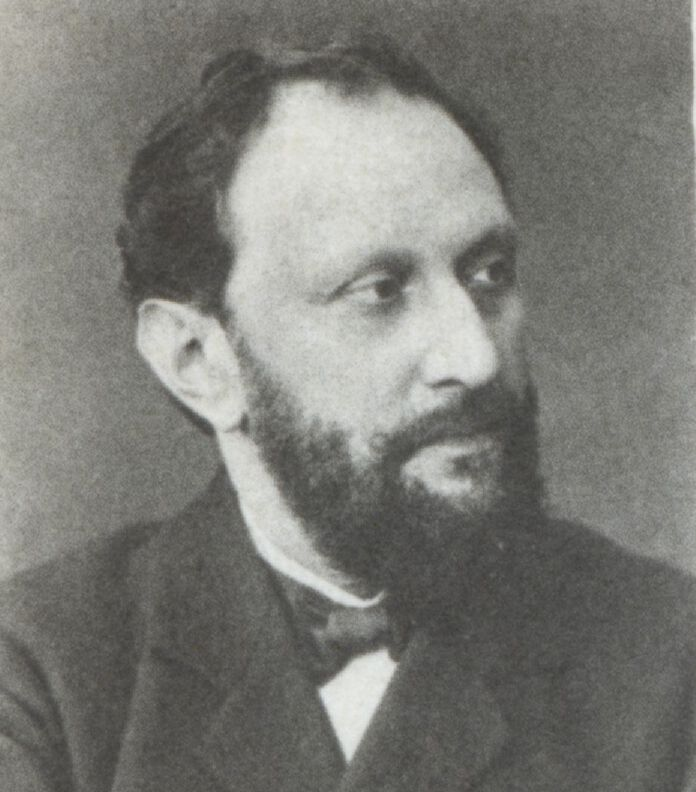
Emanuel Wurm als Reichstagsabgeordneter 1912

Emanuel Wurm (* 16. September 1857 in Breslau; † 3. Mai 1920 in Berlin) war ein deutscher Politiker (SPD, USPD) und Mitglied des Deutschen Reichstags. Im Jahr 1918 war er kurzfristig Staatssekretär für Ernährung.

## Leben und Beruf
Nach dem Abitur in Berlin studierte Wurm, der jüdischen Glaubens war, von 1876 bis 1880 in Breslau Chemie. Anschließend wurde er Leiter der Essig Presshefefabriken in Dresden. 1883 wechselte er als Redakteur zur Zeitschrift für Spirituosen und Presshefeindustrie in Wien. Nachdem er 1887/88 ein Jahr Redakteur der Zeitung Volksfreund war, begründete er 1888 den Konsumverein Vorwärts in Dresden. Bereits 1890 begann er wieder mit der Arbeit als Journalist und wurde Redakteur der Zeitung Volkswille in Hannover. Seit 1902 arbeitete er für Die Neue Zeit und wurde im selben Jahr Vorsitzender des Vereins Arbeiterpresse. Seine Ehefrau Mathilde war ebenfalls Reichstagsabgeordnete. Er starb an den Folgen einer Operation. Sein Gehirn hatte er dem Hirnforscher Oskar Vogt zu Forschungszwecken vermacht.
Nach Wurm ist die Emanuel-Wurm-Straße in Weimar benannt.

## Partei
Wurm war ursprünglich Mitglied der SPD. Anfang des 20. Jahrhunderts leitete er gemeinsam mit Karl Kautsky die SPD-Theoriezeitschrift Die Neue Zeit und unterrichtete auch an der SPD-Parteischule in Berlin. Im Streit um die Bewilligung der Kriegskredite schloss er sich der neu gegründeten USPD an.

## Abgeordneter
Wurm war erstmals von 1890 bis 1907 Reichstagsabgeordneter für den Reichstagswahlkreis Reuß jüngerer Linie. Nachdem er den Wahlkreis bei der Reichstagswahl 1907 gegen Max Horn verloren hatte, konnte er ihn 1912 erneut gewinnen und gehörte dem Reichstag dann bis 1918 an. Anschließend war er bis zu seinem Tode Mitglied der Weimarer Nationalversammlung.

## Öffentliche Ämter
Während der Novemberrevolution war Wurm vom 14. November 1918 bis zum 13. Februar 1919 Staatssekretär des Reichsernährungsamtes.

## Veröffentlichungen
- Volks-Lexikon. Nachschlagebuch für sämmtliche Wissenszweige mit besonderer Berücksichtigung der Arbeiter-Gesetzgebung, Gesundheitspflege, Handelswissenschaften, Sozial-Politik. Nebst General-Register. 4 Bände + Register, Verlag Wörlein & Comp., Nürnberg 1894–1899.
- Die Naturerkenntnis im Lichte des Darwinismus. Verlag R. Schnabel, Dresden 1899.
- Gesundheitsschutz in Staat, Gemeinde und Familie. J.H.W. Dietz Nachf., Stuttgart 1901.
- Zur Geschichte der deutschen Fabrikgesetzgebung. Der erste sozialpolitische Versuch in einem deutschen Parlament. Rede von Franz Josef Ritter von Buß, badischer Landtagsabgeordneter, im Jahr 1837. Mit einem Geleitwort von A. Bebel, einem biographischen Vorwort von Ad. Geck,. Adolf Geck, Offenburg 1905. Rezension online
- Alkoholfrage und Sozialdemokratie. Berlin 1908.
- Die Finanzgeschichte des Deutschen Reiches. Dubber, Hamburg 1910.
- Die Alkoholgefahr. Ihre Ursachen und ihre Bekämpfung. Dubber, Hamburg 1912.
- Die Teuerung, ihre Ursachen und Bekämpfung. Berlin 1915. Digitalisat
- Richtlinien für ein Gemeindeprogramm. Berlin 1919. Digitalisat
- Die Lebenshaltung der deutschen Arbeiter. Schnabel, Dresden 1892.